# Christoph Rabenstein

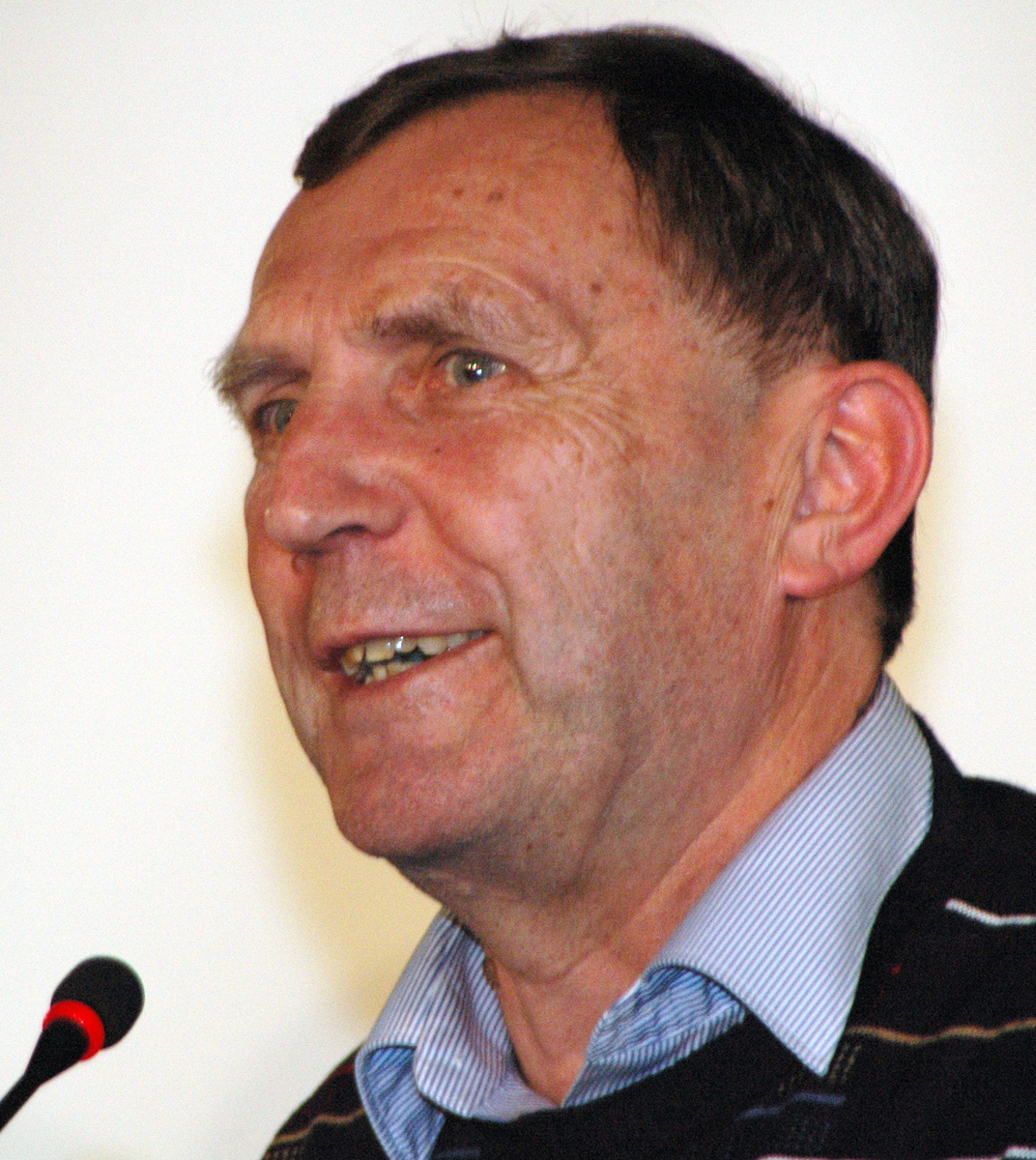
Christoph Rabenstein (SPD) bei einer Podiumsdiskussion bei LORA München (2011)

Christoph Rabenstein  (* 27. Februar 1952 in Seidwitz) ist ein deutscher Politiker der SPD und war von 1998 bis 2018 Mitglied des Bayerischen Landtags.

## Leben
Rabenstein legte sein Abitur 1973 ab und leistete seinen Zivildienst beim Roten Kreuz ab. Er studierte anschließend von 1974 bis 1977 Erziehungswissenschaften. Seine erste Lehramtsprüfung legte er 1977 die zweite 1980 ab. 1983 bis 1986 folgte ein erfolgreiches Promotionsstudium an der Universität Bayreuth mit dem Thema: Politische und publizistische Strömungen in einer Stadt Oberfrankens: Hof 1918 – 1924. Von 1984 bis 1987 war er Mitglied im Akademischen Rat der Universität. Nach seinem Studium arbeitet er von 1987 bis 1998 als Lehrer an der Volksschule in Münchberg. Er ist verheiratet und hat zwei Kinder.

## Politik
Rabenstein wurde 1971 Mitglied der SPD und war bis 2009 Vorsitzender des SPD-Stadtverbandes Bayreuth. Er ist Stadtrat der Stadt Bayreuth. Seit 1998 ist er Mitglied im Bayerischen Landtag und wurde jeweils über die Landesliste ins Parlament gewählt. Dort saß er im Ausschuss für Hochschule, Forschung und Kultur sowie im Ausschuss für Umwelt und Verbraucherschutz. Zur Landtagswahl in Bayern 2008 stellte er sich im Stimmkreis Bayreuth (Wahlkreis Oberfranken) den Wählern.
Bei der Bundestagswahl 1994 unterlag Rabenstein im Bundestagswahlkreis Bayreuth mit 37,74 % der Stimmen dem Bewerber der CSU. In der Stadt Bayreuth selbst schnitt er hingegen deutlich besser als deren Kandidat Hartmut Koschyk ab.
Im September 2019 erhielt Rabenstein aus den Händen von SPD-Landtagsfraktionschef Markus Rinderspacher die Georg-von-Vollmar-Medaille, die höchste Auszeichnung der BayernSPD. Bei der Kommunalwahl des Jahres 2020 wurde er mit 5636 Stimmen in den Bayreuther Stadtrat gewählt.